# 阿爾比斯山麓朗瑙
阿尔比斯山麓朗瑙（德語：Langnau am Albis）是瑞士联邦苏黎世州霍爾根區的市镇。该市镇面积为8.66平方千米，海拔高度468米，2018年12月31日人口数为7,543。